# Seleção Italiana de Voleibol Masculino
A Seleção Italiana de Voleibol Masculino é a equipe que representa o país supracitado em competições internacionais de voleibol, normalmente organizadas pela Confederação Europeia ou pela Federação Internacional. Tem seu gerenciamento ligado à Federação Italiana de Voleibol (em italiano:  Federazione Italiana Pallavolo, FIPAV), entidade fundada na comuna de Bolonha em 31 de março de 1946 e que regulamenta a prática do esporte no país. Encontra-se na 2ª posição do ranking mundial da FIVB segundo dados de 20 de julho de 2025.
A equipe conquistou seu primeiro resultado positivo no ano de 1948 ao obter a medalha de bronze na primeira edição do Campeonato Europeu. A partir daquele ano, conseguiu êxito somente em competições de segundo escalão, incluindo os títulos dos Jogos do Mediterrâneo de 1959 e da Universíada 1970. A estreia da seleção nos Jogos Olímpicos aconteceu em 1976. Dois anos depois, alcançou a decisão do Campeonato Mundial sediado no país, porém sofreu uma derrota para a União Soviética. O revés não interferiu no desempenho da equipe que obteve, na ocasião, o melhor resultado de sua história. Por sua vez, a primeira medalha olímpica foi conquistada em 1984, o ano em que os principais adversários do leste europeu protagonizaram um boicote.
No ano de 1989, a Itália venceu o Campeonato Europeu, atribuindo uma vaga no Campeonato Mundial de 1900. No final do referido ano, viajou até o Japão e conquistou a medalha de prata da Copa do Mundo. A Itália manteve-se uma equipe de alto rendimento ao longo da década de 1990, triunfando em oito edições da Liga Mundial, três mundiais, três europeus e uma Copa do Mundo. Nos Jogos Olímpicos, no entanto, essa hegemonia foi superada pelos Países Baixos, responsáveis por eliminar os italianos da edição de 1992 e por derrotá-los na decisão de 1996. Após o momento vitorioso, a equipe começou a perder o domínio internacional. No entanto, continuou configurando em pódios olímpicos (duas pratas e um bronze) e europeus (dois ouros, duas pratas e um bronze).

## História

### Os primeiros anos
O voleibol surgiu nos Estados Unidos no fim do século XIX e se popularizou no continente europeu durante a Primeira Guerra Mundial. No território italiano, os primeiros jogos oficiais aconteceram em 1928 e o primeiro título foi concedido dois anos depois. Em 1946, foi fundada a FIPAV, entidade responsável por regulamentar a prática do esporte no país, que no ano seguinte se tornou um dos membros fundadores da FIVB.
Em 1948, a Itália foi sede da primeira edição do Campeonato Europeu, evento que rendeu a primeira medalha de sua história – um bronze. Nas décadas seguintes, a seleção conquistou medalhas em competições de segundo escalão, incluindo um ouro e duas pratas em Jogos do Mediterrâneo, e um ouro em Universíada.
Em Jogos Olímpicos, estreou no ano de 1976, quando ficou na penúltima posição do grupo e encerrou a participação sem vencer uma única partida. Dois anos depois, o país serviu como sede do Campeonato Mundial pelo qual conquistou o vice-campeonato, sendo derrotada para a União Soviética. No entanto, o revés não interferiu no reconhecimento do desempenho da seleção, registrado no documentário de Giulio Berruti intitulado il gabbiano d’argento, apelido usado para se referir ao elenco vice-campeão.
Na década de 1980, a Itália começou a aparecer em pódios dos principais campeonatos, incluindo a primeira medalha olímpica: um bronze em 1984. No entanto, o certame teve as ausências das nações do leste europeu, que fizeram um boicote à edição. Na mesma década, obteve uma sequência de três bronzes na Universíada e um título dos Jogos do Mediterrâneo.

### 1989–99: ápice vitorioso

Pódio do Campeonato Mundial de 1990.

O voleibol italiano começou a crescer significativamente em 1989, ano em que o argentino Julio Velasco assumiu o cargo de treinador da seleção. O primeiro desafio de Velasco foi o Campeonato Europeu, realizado na Suécia, onde os italianos venceram os anfitriões e conquistaram a primeira medalha de ouro no certame continental. No mesmo ano, surpreenderam norte-americanos e soviéticos na sexta edição da Copa do Mundo; contudo, a seleção não conseguiu superar Cuba e ficou na segunda colocação. O ano seguinte marcou o início do ápice mais vitorioso do país, denominado pela imprensa como a "geração de fenômenos". O alto rendimento resultou nos títulos da primeira edição da Liga Mundial de Voleibol e dos Jogos da Boa Vontade. Porém, a conquista histórica ocorreu em outubro, mês em que a Itália venceu o Campeonato Mundial sobre Cuba.
Após o título mundial, a Itália iniciou uma preparação de duas temporadas visando as Olimpíadas de Barcelona. Durante o período que antecedeu o evento, a seleção conquistou o bicampeonato consecutivo da Liga Mundial, o tricampeonato dos Jogos do Mediterrâneo e o vice-campeonato europeu. Esses resultados fez com que a Itália entrasse como a principal seleção dos Jogos Olímpicos de 1992 e o elenco chegou a ser comparado com o Dream Team. Apesar das expectativas, a seleção foi eliminada por Países Baixos em um jogo que ficou marcado por uma peculiaridade do regulamento, uma vez que ambas as equipes chegaram ao décimo sexto ponto empatadas e o regulamento previa que o desempate não ultrapassasse do décimo sétimo ponto. O revés foi superado com os títulos da Liga Mundial de 1992, do Europeu de 1993, e da Copa dos Campeões de 1993. Nesse período, a permanência de Velasco começou a ser questionada devido à uma proposta da seleção japonesa, mas o treinador permaneceu e deixou de convocar alguns dos principais jogadores, como Andrea Lucchetta e Fabio Vullo.
Os italianos ampliaram a hegemonia internacional nos dois anos seguintes, vencendo os cinco campeonatos que disputaram. O domínio da Azzurra ficou evidente no título da Copa do Mundo de 1995, quando triunfou sobre todos os adversários. No ano anterior, a seleção ganhou o bicampeonato mundial na Grécia, onde fez jogos exemplares contra Cuba, Países Baixos e Rússia. Também conquistou os títulos das edições de 1994 e 1995 da Liga Mundial e do Campeonato Europeu de 1995. Em 1996, os neerlandeses transformaram-se nos mais novos algozes dos italianos. Os Países Baixos venceram a Liga Mundial e a decisão olímpica, ambas por três sets a dois.
O brasileiro Bebeto de Freitas substituiu Velasco em 1997. Sob o comando do novo treinador, a seleção obteve um título da Liga Mundial e uma medalha de bronze no Campeonato Europeu. Contudo, a maior conquista foi o terceiro título mundial. Logo após o certame, Bebeto de Freitas deixou o cargo por discordâncias com a entidade. A década se encerrou com o treinador Andrea Anastasi, que venceu a Liga Mundial e o Campeonato Europeu.

### 2000–09: declínio internacional

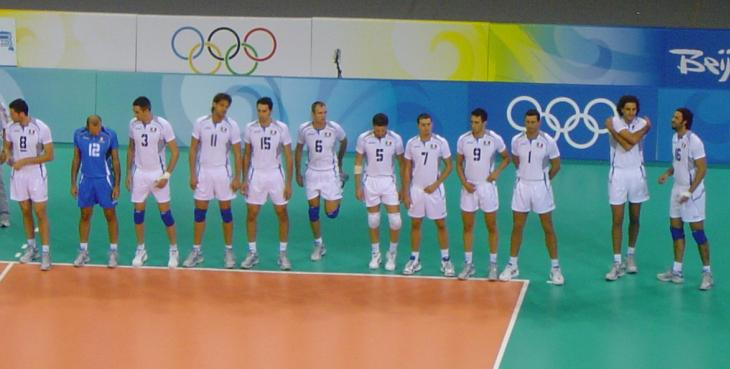
Elenco italiano que disputou os Jogos Olímpicos de 2008.

A Itália iniciou o milênio vencendo a Liga Mundial; os italianos alcançaram o oitavo título nesta competição ao superar a Rússia. No entanto, a equipe não obteve o objetivo da temporada e foi novamente eliminada nos Jogos Olímpicos; contudo, recuperou-se da eliminação diante da Iugoslávia e conquistou a medalha de bronze contra a Argentina. Quatro anos depois, em Atenas, voltou a perder a decisão, desta vez para o Brasil e, consequentemente, conquistou a segunda medalha de prata de sua história. Já em 2008, terminou o torneio na quarta posição, perdendo a medalha de bronze para a Rússia. Por outro lado, a equipe nem sequer conseguiu um pódio nas duas edições disputadas do Campeonato Mundial. Na primeira, em 2002, classificou-se até as quartas de final quando foi eliminada pelo Brasil. Quatro anos depois, terminou sendo desqualificada na segunda fase, porém venceu os jogos de posicionamento e terminou a competição na quinta colocação.
Nas temporadas seguintes, protagonizou uma queda de desempenho na Liga Mundial. Apesar do bronze na edição de 2003 e dos vices em 2001 e 2004, a seleção italiana não alcançou o pódio em seis edições realizadas na década. Já em Campeonatos Europeus, a equipe amargou um vice campeonato diante da Iugoslávia em 2001, mas obteve os títulos das duas edições seguintes (2003 e 2005). Porém, a Itália obteve êxito em algumas competições, incluindo a conquista da prata na Copa do Mundo de 2003 e o bronze na Copa dos Campeões de 2005.

### 2010–19: decadência internacional
A década começou com a participação da Itália na Liga Mundial de 2010, a qual terminou na sexta posição. No mesmo ano, o país sediou a décima sétima edição do Campeonato Mundial, um feito que não ocorria por mais de três décadas. Na competição, liderou seus respectivos grupos nas três primeiras fases e obteve a classificação para a semifinal, o melhor desempenho desde o título de 1998. No entanto, o objetivo de alcançar a decisão foi interrompido após um revés diante do Brasil por 3–1, os italianos também perderam a medalha de bronze para os sérvios. O ano de 2011 marcou a chegada do treinador Mauro Berruto; com a missão de substituir Andrea Anastasi, ele havia sido nomeado em dezembro do ano anterior. A primeira prioridade foi alcançada em  maio, quando conquistou a vaga nas Olimpíadas após vencer o torneio pré-olímpico em cima da Alemanha (3–2). Na Liga Mundial, acabou sendo eliminada depois de um revés para a Bulgária; contudo, em setembro, chegou até a decisão do europeu triunfando sobre Finlândia (3–1) e Polônia (3-0). A derrota para a Sérvia, no entanto, rendeu a medalha de prata. No final da referida temporada, a Itália foi à Tóquio e conquistou a quarta colocação da Copa do Mundo. Recuperou-se da eliminação precoce na Liga Mundial de 2012 ganhando a medalha olímpica de bronze sobre a Bulgária.

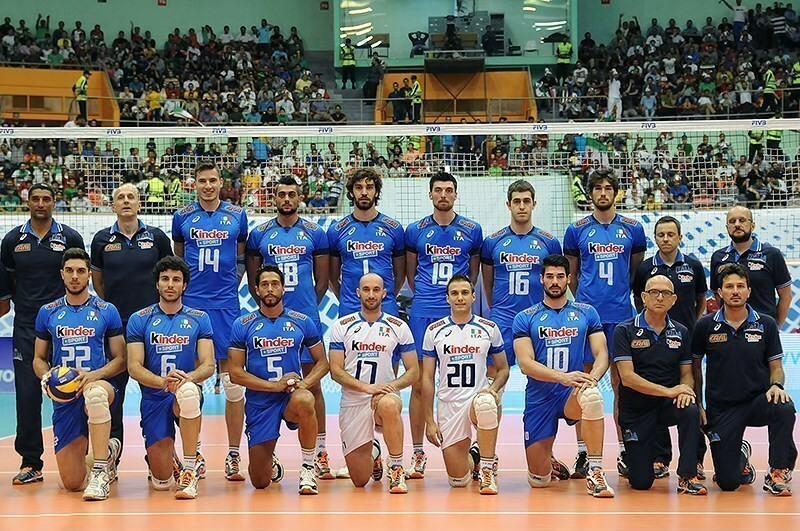
Atletas e membros da comissão técnica em junho de 2014.

A temporada seguinte foi a mais vitoriosa da seleção na década – com quatro medalhas, incluindo um ouro nos Jogos do Mediterrâneo, uma prata no europeu, e um bronze na Liga Mundial. No término do ano, convidada pela organização da competição, estreou na Copa dos Campeões com uma vitória sobre a Rússia, prosseguida por dois reveses. A Itália, no entanto, reabilitou-se vencendo o Japão, e mesmo terminando com uma vitória a menos do que o Irã assumiu o terceiro lugar com os pontos obtidos nas derrotas por tie-break. Pela segunda edição seguida, a equipe se tornou detentora do bronze da Liga Mundial; novamente eliminada na semifinal, a conquista foi obtida com uma vitória por 3–0 em cima do Irã. Essa foi a décima quinta medalha da seleção no histórico do torneio. O desempenho positivo não se repetiu no Campeonato Mundial, no qual quase não se classificou da primeira fase. Apesar da qualificação, iniciou a segunda fase virtualmente eliminada e chegou a acumular uma sequência de cinco derrotas consecutivas na competição. Em 2015, os bons resultados voltaram com as medalhas de prata da Copa do Mundo e bronze do europeu. Porém o ano marcou a saída de Mauro Berruto, que pediu a renúncia do cargo após afastar quatro atletas por motivos disciplinares durante a Liga Mundial. O assistente de Berruto, Gianlorenzo Blengini, assumiu o cargo e a equipe terminou aquela Liga Mundial na quinta posição.

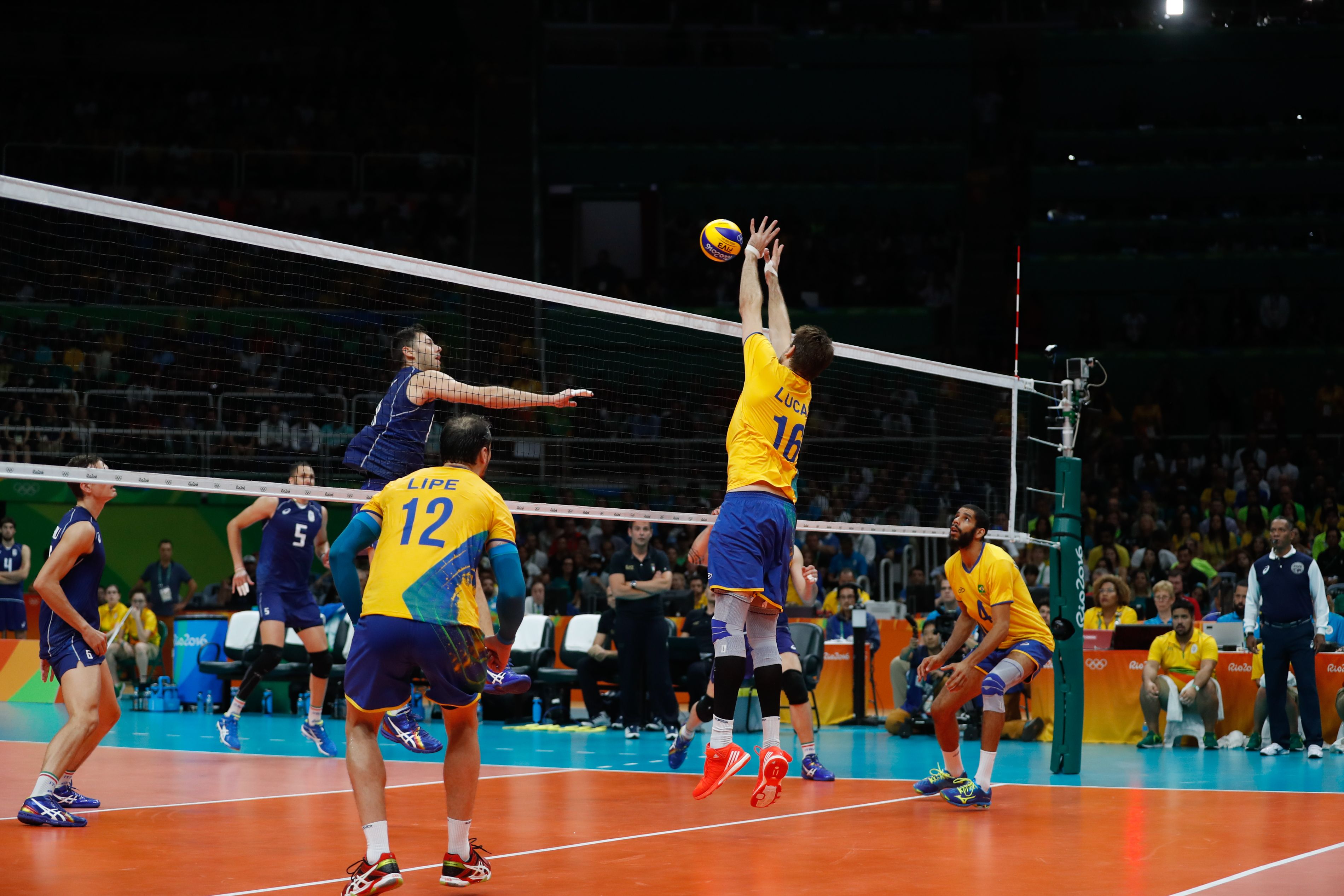
Brasil e Itália disputam a medalha de ouro nos Jogos Olímpicos de 2016.

Na edição seguinte deste torneio, alcançou a fase final, mas terminou na quarta posição devido as derrotas para Sérvia e França. A temporada foi coroada pela campanha nos Jogos Olímpicos do Rio de Janeiro; em agosto, a equipe triunfou sobre Brasil, Estados Unidos, França e México. Posteriormente, eliminou Irã e Estados Unidos até perder a decisão para o Brasil. Um ano depois do ciclo olímpico, a Itália acumulou uma série de resultados negativos, incluindo um desempenho ruim na Liga Mundial na qual terminou na última colocação. De acordo com o regulamento, a seleção estaria rebaixada para o segundo grupo; contudo, esses critérios não foram adotados por causa da extinção da competição. O contexto do voleibol masculino foi seriamente criticado, a escassez de pontuadores e as crônicas dificuldades na recepção foram uma das principais justificativas para o pior resultado nos 27 anos de existência da competição, assim como algumas críticas para o treinamento ineficiente de fundamentos. Além disso, um revés para a Bélgica nas quartas de final interrompeu a tentativa da equipe em alcançar o pódio do Campeonato Europeu. Apesar dos fracassos anteriores, conquistou a medalha de prata da Copa dos Campeões. Com apenas uma derrota, os italianos obteve os mesmos número de pontos do que o Brasil, campeão da edição, mas ficaram na segunda colocação pelos critérios de desempates.
Em 2018, a Liga Mundial foi substituída pela Liga das Nações, encerrando o torneio mais vitorioso da Itália na história do voleibol. Na primeira edição desta competição, a equipe não conseguiu bons resultados e foi eliminada na primeira fase; porém, na campanha, obteve triunfos sobre tradicionais adversários como Brasil, Bulgária, França e Sérvia. De acordo com a imprensa italiana, o despreparo, a ausência de treinamentos e o desgaste físico dos atletas causado pelo calendário nacional de clubes foram os principais motivos para a desqualificação da seleção. Já a equipe alternativa de Gianluca Graziosi manteve a tradição do país nos Jogos do Mediterrâneo; na ocasião, a sétima medalha de ouro da Itália foi conquistada após uma vitória sobre os anfitriões espanhóis. No entanto, o evento mais visado foi o Campeonato Mundial, sediado pelo país juntamente com a Bulgária. A Itália conquistou cinco vitórias em cinco rodadas, qualificando para a segunda fase e também encaminhou a passagem para a terceira, esta última foi alcançada após um revés diante da Rússia no tie break. O desempenho positivo acabou na terceira fase: com um revés para a Sérvia e uma vitória sobre a Polônia, a equipe contabilizou somente dois pontos e foi eliminada. Na temporada de 2019, a terminou na oitava posição da classificação geral da Liga das Nações. O revés diante da França, em Brasília, eliminou a equipe da competição. Entretanto, a desqualificação foi atribuída pela mídia nacional como consequência das derrotas para Argentina e Polônia na penúltima semana, sediada em Milão. Em julho, conquistou o ouro da Universíada de Verão; sob o comando de Graziosi, os italianos venceram os poloneses no tie break. Essa foi a segunda medalha de ouro conquistada pela seleção na história da competição, com quase cinco décadas separando os feitos. Dois meses depois, disputou a trigésima primeira edição do Campeonato Europeu e não apresentou dificuldades para se qualificar na primeira fase, terminando na segunda posição do grupo com quatro vitórias em cinco partidas. Os italianos conseguiram o triunfo sobre os búlgaros, que eram considerados o primeiro "teste" para a seleção. O único revés, por sua vez, ocorreu no último embate da classificatória, quando a França saiu vitoriosa. Nas oitavas de final, conquistou uma vitória tranquila sobre os turcos, porém um novo resultado negativo diante dos franceses decretou a eliminação da equipe. A seleção italiana encerrou a década na sétima colocação da Copa do Mundo, obtendo uma campanha de cinco vitórias e seis derrotas.

### 2020–presente
O início da década de 2020 ficou marcado pela pandemia de COVID-19, acontecimento que resultou no cancelamento da Liga das Nações e da Copa dos Campeões. Dessa forma, a seleção estreou somenta na edição de 2021 da Liga das Nações, que teve um novo formato, adaptado para atender aos protocolos de saúde necessários para evitar a disseminação do vírus. No certame, a Itália terminou na décima posição e ficou fora das semifinais. Poucos meses depois, disputou os Jogos Olímpicos e foi eliminada nas quartas de final após derrota para a Argentina.
O fim do ciclo olímpico gerou uma mudança na comissão técnica da seleção e Ferdinando De Giorgi assumiu o cargo de treinador. O primeiro compromisso de De Giorgi o Campeonato Europeu, vencido pelos italianos. No ano seguinte, mais precisamente em 11 de setembro de 2022, a seleção italiana conquistou o título mundial pela quarta vez em sua história, ganhando da atual bicampeã Polônia.

## Conquistas
Em Jogos Olímpicos, a Itália tem seis medalhas, sendo três pratas e três bronzes. A primeira medalha obtida foi um bronze em Los Angeles, 1984, edição marcada pela ausência da União Soviética e das demais nações do leste europeu. Os outros dois bronzes foram conquistados em 2000 e 2012. Já as medalhas de pratas foram obtidas em 1996, 2004 e 2016. Em campeonatos mundiais, tem cinco pódios: o primeiro aconteceu em 1978, quando a geração il gabbiano d’argento conquistou uma inédita medalha de prata. A seleção também conquistou um tricampeonato consecutivo na década de 1990, um feito inédito na época, que mais tarde seria igualado por Brasil, e o tetracampeonato em 2022. Nas outras duas competições quadrianuais organizadas pela FIVB, a Itália detém cinco medalhas na Copa do Mundo: um ouro (1995), três pratas (1989, 2003 e 2015), e um bronze em 1999. Ela também venceu a Copa dos Campeões em 1993, além de uma medalha de prata (2005) e dois bronze (2013 e 2017).
A Itália também possui 15 medalhas na Liga Mundial, incluindo oito ouros conquistados nas edições de 1990, 1991, 1992, 1994, 1995, 1997, 1999 e 2000. 
Os demais pódios foram três pratas (1996, 2001 e 2004) e quatro bronzes (1993, 2003, 2013 e 2014). No cenário continental, detém 14 medalhas: sete ouros, quatro pratas e três bronzes. Nas competições de escalões inferior, tem um título dos Jogos da Boa Vontade, sete dos Jogos do Mediterrâneo, e dois da Universíada.
| Competição            | 1 | 2 | 3 | Total | Ref.          |
| --------------------- | - | - | - | ----- | ------------- |
| Jogos Olímpicos       | 0 | 3 | 3 | 6     | [ 107 ]       |
| Campeonato Mundial    | 4 | 1 | 0 | 5     | [ 108 ]       |
| Copa do Mundo         | 1 | 3 | 1 | 5     | [ 101 ]       |
| Copa dos Campeões     | 1 | 1 | 2 | 4     | [ 102 ]       |
| Liga Mundial          | 8 | 3 | 4 | 15    | [ 103 ]       |
| Campeonato Europeu    | 7 | 5 | 3 | 15    | [ 104 ]       |
| Universíada de Verão  | 2 | 1 | 5 | 8     | [ 6 ] [ 106 ] |
| Jogos do Mediterrâneo | 7 | 2 | 1 | 10    | [ 5 ]         |
| Jogos da Boa Vontade  | 1 | 0 | 0 | 1     | [ 105 ]       |

## Elenco atual
Atletas convocados para integrar a seleção italiana no Campeonato Mundial de 2022.
Técnico:  Ferdinando De Giorgi
| Camisa | Nome                   | Posição    | Altura (m) | Peso (kg) | Clube atual                  |
| ------ | ---------------------- | ---------- | ---------- | --------- | ---------------------------- |
| 1      | Giulio Pinali          | Oposto     | 1,99       | 91        | Emma Villas Aubay Siena      |
| 3      | Francesco Recine       | Ponteiro   | 1,86       | 75        | Gas Sales Bluenergy Piacenza |
| 5      | Alessandro Michieletto | Ponteiro   | 2,11       | 88        | Itas Trentino                |
| 6      | Simone Giannelli       | Levantador | 1,99       | 92        | Sir Safety Susa Perugia      |
| 7      | Fabio Balaso           | Líbero     | 1,78       | 79        | Cucine Lube Civitanova       |
| 8      | Riccardo Sbertoli      | Levantador | 1,85       | 85        | Itas Trentino                |
| 12     | Mattia Bottolo         | Ponteiro   | 1,96       | 85        | Cucine Lube Civitanova       |
| 14     | Gianluca Galassi       | Central    | 2,01       | 94        | Vero Volley Monza            |
| 15     | Daniele Lavia          | Ponteiro   | 1,98       | 89        | Itas Trentino                |
| 16     | Yuri Romanò            | Oposto     | 2,03       | 89        | Gas Sales Bluenergy Piacenza |
| 17     | Simone Anzani          | Central    | 2,03       | 100       | Cucine Lube Civitanova       |
| 19     | Roberto Russo          | Central    | 2,07       | 91        | Sir Safety Susa Perugia      |
| 24     | Leonardo Scanferla     | Líbero     | 1,84       | 76        | Gas Sales Bluenergy Piacenza |
| 30     | Leandro Mosca          | Central    | 2,09       | 90        | Verona Volley                |